# 수코타이주
쑤코타이주(태국어: จังหวัดสุโขทัย 창왓 수코타이)[*], Sukhothai Province)는 태국 중부의 주(짱왓)이다. 이웃하는 주로는 프래 주, 우따라딧 주, 핏사눌록 주, 깜팽펫 주, 딱 주, 람빵 주가 있다.

## 지리
북부 지역의 낮은 경계인 욤강 계곡에 위치하고 있으며, 방콕에서 북쪽으로 427km 떨어진 곳이다. 면적은 6,596km2. 수코타이 지역의 대부분은 평평한 지형이며 남쪽과 북쪽으로 고지대가 있다.
카오루앙 산맥은 카오푸카, 카오프라매야, 카오체티, 프라나라이 봉 4개의 주봉을 가지고 있으며, 이 지방 남쪽의 람캄행 국립공원에 있다. 시 삿차나라이 국립공원은 북서쪽에 위치해 있으며, 이 지방의 산악 숲을 보호하고 있다.

## 역사
행복의 새벽을 의미하는 수코타이는 원래 13세기 크메르 제국의 변방에 세워진 도읍이었다. 정확한 연대는 알려져 있지 않으며, 1238년에서 1257년 사이일 것이라고 미술국은 밝히고 있다. 포쿤 시 인타라팃에 의해 건립되어 처음에는 크메르에게 패배를 한 이후 태국의 시암 왕국에서 완전히 독립되었다. 수코타이는 3대 왕 람캄행 왕에 이르러서야 찬란한 전성기를 꽃피웠고, 오늘날의 타이 문자로 사용하는 크메르에서 파생된 문자를 만들었다고 믿어지는 왕이다. 그는 정치뿐만 아니라, 종교와 많은 분야에서 큰 영향을 미쳤다. 그 후로도 많은 왕들이 배출되었다.
이 도시는 수코타이 왕조로 유명하다. 현재 수코타이 왕조가 있 곳은 수코타이 구시가지로 수코타이 역사 공원이 만들어져 유적이 일반에게 공개되고 있다. 또 주 북부에는 옛날은 수코타이 왕조의 부왕 수도로서 기능을 하고 있던 시 삿차나라이 역사 공원과 깜팽펫 역사 공원이 있어, 양쪽 모두 유네스코 세계유산에 등록되어 있다.
이 지방은 처음에는 사완카록으로 알려졌으며, 1933년 현재의 이름으로 변경되었다.

## 상징
이 지방의 인장은 람캄행 대왕이 마낙카실라 아사나 왕좌에 앉아 있는 것을 보여준다. 람캄행 대왕 아래 수코타이 왕조는 가장 번영을 구가하였다.
주목은 아프젤리아 자이로카르빠(Afzelia xylocarpa)이며, 주화는 연꽃(Nymphaea lotus)이다.

## 행정 구역
이 주는 9개의 암프(군)가 있고, 86개의 땀본(행정구)으로 나뉘며, 다시 782개의 무반(마을)으로 나뉜다.
| 1. 므앙수코타이군 2. 반단란호이군 3. 키리맛군 4. 꽁끄라일랏군 5. 시삿차나라이군 | 1. 시삼롱군 2. 사완칼록군 3. 시나콘군 4. 퉁살리암군 |

## 문화
람캄행 대왕의 날(งานวันพ่อขุนรามคำแหงมหาราช)
러이끄라통 촛불 축제(งานลอยกระทงเผาเทียนเล่นไฟ)